# José Pérez Vilaplana
José María Pérez Vilaplana (Cocentaina (Alicante), 22 augustus 1929 – aldaar, 8 april 1998) was een Spaans componist en dirigent.

## Levensloop
Na zijn muziekstudies werd hij in 1958 dirigent van de Banda de Música de la Unión Musical Contestana de Cocentaina en bleef in deze functie meer dan 35 jaren. Hij heeft zich vooral voor de muziek van de fiestas Moros y Cristianos en voor de marcha procesiónal ingezet, maar hij schreef ook een aantal missen.
In Cocentaina draagt het concertgebouw van de Banda de Música de la Unión Musical Contestana de Cocentaina zijn naam.

## Composities

### Werken voor banda (harmonieorkest)
- 1969 Zoraidamir, marcha cristiana
- 1972 Gentileza '72, marcha cristiana (bekroond met de 1e prijs van de Asociacion San Jorge de Alcoy)
- 1983 Cruzada 83, marcha cristiana
- 1984 Abbasidas de San Blas, marcha mora
- 1987 Castellans 87, marcha cristiana
- 1989 Ballalferis vert 89, marcha mora
- 1992 Musulmanes 92, marcha mora
- A Mons Pares, marcha mora
- Al contrabando, paso-doble
- Al-masur, marcha mora
- Alarde gentil, marcha cristiana
- Alcohol, no gràcies, paso-doble
- Almogàvar Ortells, paso-doble
- Almogàvers en Concentaina, hymne
- Als Berebers, marcha mora
- Als chanos, marcha mora
- Andrián Espí, marcha cristiana
- Antonio Miguel, paso-doble
- Banda, paso-doble
- Bohemios del 29, paso-doble
- Bolero-ballet, ballet
- Broquer d'or, paso-doble
- Cagamistos capità, marcha cristiana
- Caravaca de la Cruz, marcha mora
- Carla, paso-doble
- Cocisfrán, paso-doble

- Coloma el chumbero, marcha mora
- Doctor Berenguer, paso-doble
- El cadí bereber, marcha mora
- El capità bequeter, fanfarria
- El chano alférez, marcha mora
- El Comtat, paso-doble
- El Madhí, marcha mora
- El màrtir fester, marcha fúnebre
- El meneito bequeter, paso-doble
- El mestre a Alcoi, marcha cristiana
- El palau de la música, paso-doble
- El pergamí, paso-doble
- El verd alferis (olla del moro vell), marcha mora
- Els Maseros, paso-doble
- Els verds estan ahí, paso-doble
- Els voltors, paso-doble
- Ernest Landric, marcha mora
- Fomento musical, marcha cristiana
- García y Valor, marcha mora
- Génesis, marcha cristiana
- Génesis, marcha mora
- Génesis II, paso-doble
- Guardia Jalifiana, marcha mora
- Homenaje, paso-doble
- Homenatge a San Blas, marcha cristiana
- L'abegot, paso-doble

- La alfombra, paso-doble
- La burra Tomasa, paso-doble
- Llácer García - (Rapsoda y tapiser), paso-doble
- Masanet alférez moro, marcha mora
- Miguel Pérez, paso-doble
- Moltó Lloréns, marcha cristiana
- Moros vells de Biar (El paje verde), marcha mora
- Musical contestana, paso-doble
- Muza malik, marcha mora
- No fará rés... mallorquí, paso-doble
- Noces d'argent, paso-doble
- Oración nómada, marcha mora
- Paco flautí, paso-doble
- Rabb-an-dán, marcha mora
- Raf-Gin, marcha mora
- Realistes de Villena, marcha mora
- Remembranza, paso-doble
- Sant Hipòlit, marcha militar
- Segrelles, paso-doble
- Sentimientos, paso-doble
- Sìnode fester, marcha cristiana
- Solfistas contestanos, paso-doble
- Valls Reig, paso-doble
- Vila Vella, marcha cristiana
- Voluntad de Fer, marcha mora

### Missen
- Llàgrimes de Mare - missa religiosa, voor gemengd koor en banda (harmonieorkest)
- Mare de Déu - missa religiosa, voor banda
- San Hipólito - missa religiosa, voor banda (harmonieorkest)
- San Hipólito - missa religiosa, voor vier solisten en gemengd koor

## Publicatie
- Antonio Rabadán Moltó: Voluntat de fer-- voluntad de ser - conversaciones con José Pérez Vilaplana. Alcoy. Unión Musical Contestana, Comité Organizador del "Homenaje a D. José Pérez Vilaplana", 1995. 235 p.

- Biblioteca Nacional de España: XX1065331
- Gemeinsame Normdatei: 135633311
- International Standard Name Identifier: 0000 0000 7880 8430
- Library of Congress Control Number: n93026545
- Virtual International Authority File: 62767793
- WorldCat: E39PBJwHfCkhtG89RRhPC8tVG3